# Armathia
Armathia (en griego: Αρμάθια; en turco: Akça) es una pequeña isla volcánica en el archipiélago del Dodecaneso en el sureste del Mar Egeo y se la puede considerar un islote de la vecina isla de Kasos, cuya costa noroeste se encuentra a solo 3 km y de cuya municipalidad depende administrativamente. Con solo 3,2 km de largo, 1,6 km en su punto más ancho y una superficie de 2,567 km², en el censo de 1951 la isla registró 8 habitantes, pero está actualmente deshabitada. La isla contiene importantes yacimientos de yeso que en el pasado fueron explotados a cielo abierto, lo que dio lugar a la formación de un lago de agua salada en la parte oriental de la isla. En el período en que la extracción del yeso estaba activa la isla contaba con unos 100 residentes permanentes. En la actualidad la isla es visitada por turistas en excursiones de un día que parten de la vecina isla de Kasos habiéndose construido un observatorio de la fauna salvaje.

## Geografía
La isla forma parte principal de un conjunto de islotes y arrecifes que se extiende de este a oeste, paralelos a la costa de la isla de Kasos, que se encuentra a unos 3 km. Armathia a diferencia de Kasos tiene una hermosa playa. Junto con otras pequeñas islas forma un archipiélago con forma de cadena sin las cuales la costa noroeste del Dodecaneso estaría aún más expuesta a las olas.
La isla tien 3,2 km de longitud, 1.6 km de ancho y una superficie de 2,567 km². El punto más alto de la isla está solo a 111 m sobre el nivel del mar. Como resultado de la explotación de yeso en la parte noroeste de la isla hay un lago salado que ocupa una excavación por debajo del nivel del mar.
La isla y los islotes vecinos son parte del territorio del municipio de Kasos, el cual está integrado administrativamente en el distrito administrativo (Periferia) de Karpatos y las islas del Egeo Sur (griego: Περιφερειακή Ενότητα Καρπάθου).
A pesar de no estar habitada de forma permanente, la isla cuenta con numerosas ruinas y algunos edificios siguen siendo conservados, incluyendo la iglesia de Ypapandi (griego: Υπαπαντή, reunión) en la que se organiza anualmente la Fiesta del Encuentro cada 2 de febrero, conmemorando la Presentación del Señor mediante el rito bizantino (Υπαπαντή, Hypapante),es  el encuentro en el Templo de Jerusalén de Jesús con el profeta Simeón y la profetisa Ana.
El territorio de la isla se integra en la Red Natura 2000, formando junto con los islotes y arrecifes que la rodean un área natural protegida de 15,73 km², muchos de los cuales son marítimos. Un área especial de conservación recibe la denominación GR 4210001 - Kasos e Kasonisia (Κάσος και Κασονήσια).
La vegetación natural de la isla es esencialmente la garriga, que está reocupando las antiguas explotaciones agrícolas. A pesar de esto la región costera sigue siendo esencialmente un desierto con dunas degradadas. Esta garriga está dominada por especies como el limonium (Limonium graecum) y el tomillo (Teucrium gracile).

## Historia
Los depósitos de yeso al noroeste de la isla fueron explotados durante las últimas décadas del siglo XIX, la producción en sus mejores años alcanzó en torno a 8000 toneladas por año. El yeso extraído en las minas a cielo abierto fue exportado a puertos como el Pireo, Odesa y Alejandría, dando empleo a unas 100 personas en la isla, que complementaban sus ingresos mediante la siembra de las tierras de secano y la cría de animales domésticos.
En el censo de población de 1951, en la isla vivían ocho personas. Hoy en día la isla está deshabitada, pero son frecuentes los turistas, ya que durante el verano la isla está comunicada por una conexión diaria por barco desde Kasos, la isla más cercana. El número de visitantes es tal que pone en peligro el equilibrio del medio ambiente de la isla.
La isla tuvo un papel importante en la Guerra de Independencia griega, siendo utilizada por las fuerzas otomanas como la base para una campaña de venganza contra la parte griega acontanada en la isla vecina, en mayo y junio de 1824 que llevó a la Masacre de Kasos.